# Roger Douglas

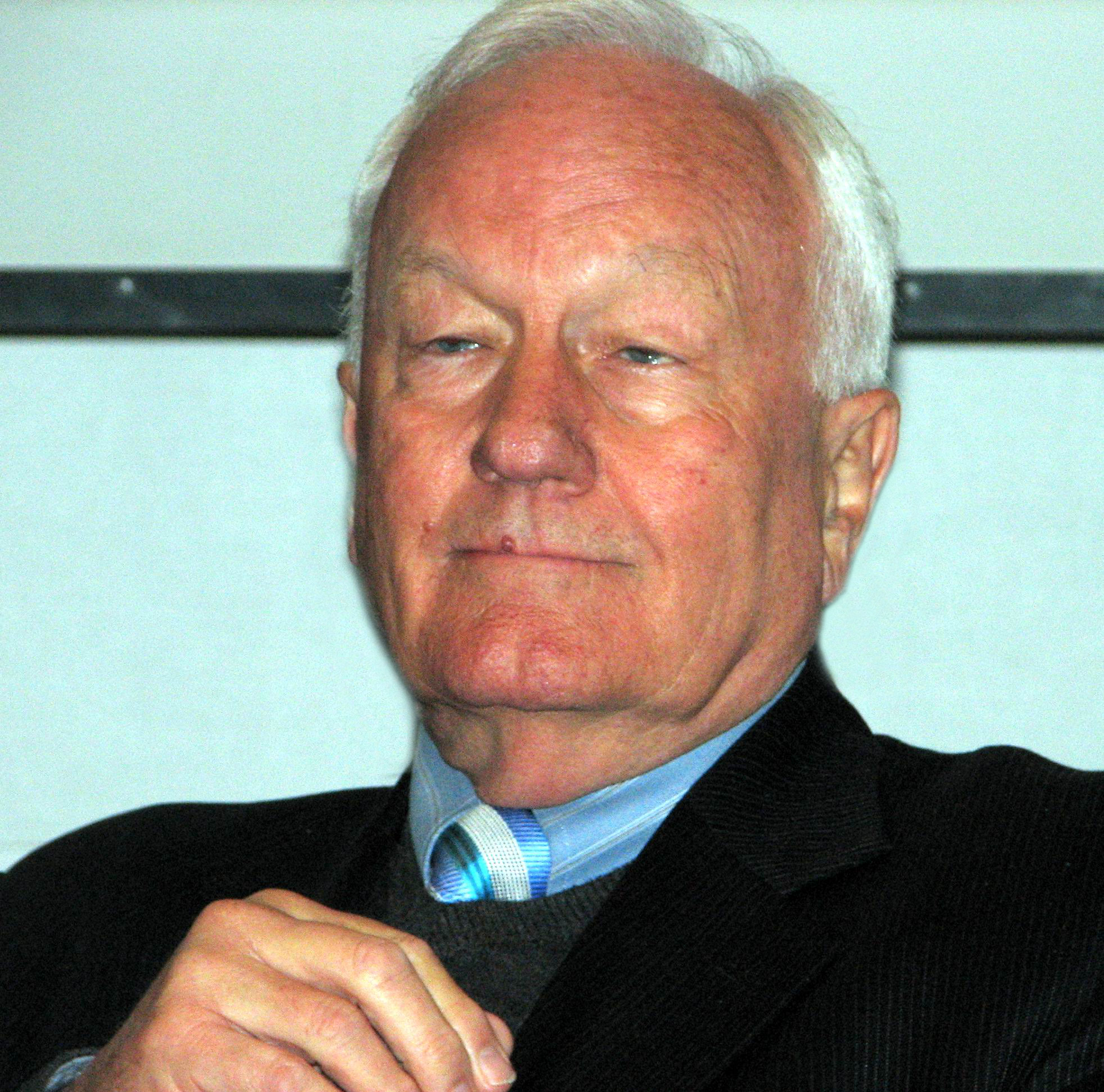
Roger Douglas

Sir Roger Owen Douglas (* 5. Dezember 1937 in Auckland) ist ein neuseeländischer Politiker. Er war Finanzminister unter der Labour-Regierung von David Lange und wurde bekannt für seine marktliberale Wirtschafts- und Finanzpolitik, auch Rogernomics genannt. Später wurde er Mitbegründer der Partei ACT New Zealand.

## Leben und Wirken

### Frühe Jahre
Roger Douglas wurde am 5. Dezember 1937 in Auckland geboren. Sein Vater war Norman Douglas, Labour-Politiker, ebenso wie sein Großvater, und Mitglied des House of Representatives für Auckland Central. Douglas selbst gab an, dass seine familiären Verbindungen bis in die Zeit der Arbeiterbewegung Englands zu Zeiten von Keir Hardie und Ramsay MacDonald zurückreichen.
Douglas besuchte die Auckland Grammar School und später die University of Auckland, an der er seinen Abschluss 1957 im Bereich Accountancy (Rechnungswesen) machte. 1961 heiratete er Glennis June Anderson. Aus der Ehe gingen zwei Kinder hervor, ein Sohn und eine Tochter.
Douglas arbeitete über neun Jahre als Sekretär in der Bremworth Carpet Company, war über drei Jahre Ratsmitglied des Stadtrats von Manukau City, bevor er 1969 für den Wahlbezirk Manukau und der Labour Party in das House of Representatives gewählt wurde.

### In Regierungsverantwortung
Während der dritten Labour-Regierung (1972–1975) war er von 1972 bis 1974 Postmaster General (Chef der Postbehörde), von 1972 bis 1975 Minister of Broadcasting (Fernsehen und Rundfunk) und 1975 für kurze Zeit Minister of Housing (Wohnungsbau) und Minister of Customs (Zoll). Nach der verlorenen Wahl 1975 ging Douglas mit der Labour Party in die Opposition und wurde, als 1983 David Lange zum Oppositionsführer von Labour gewählt wurde, Parteisprecher für das Ressort Finanzen.
Als Labour 1984 erneut in Regierungsverantwortung kam (vierte Labour-Regierung), trat Douglas als Finanzminister in das Kabinett von David Lange ein. Neuseeland steckte seiner Zeit in einer Finanzkrise, war hoch verschuldet, hatte eine hohe Inflation und die Wirtschaft stagnierte. Douglas hob die restriktive Finanzpolitik der Vorgängerregierung unter Robert Muldoon auf, wertete den Neuseeland-Dollar ab und gab die Währung hin zu einem flexiblen Wechselkurs frei. Er reduzierte Subventionen, halbierte den Steuersatz und führte die Goods and Services Tax von 10 % ein. Des Weiteren sorgte er dafür, dass Staatsunternehmen, die als State-Owned Enterprises geführt wurden, für eine Privatisierung vorbereitet und später verkauft wurden. Er verwandelte „die »meistregulierte Wirtschaft außerhalb des Sowjetblocks« (der einstige Minister für staatseigene Betriebe, der Sozialist Richard Prebble) binnen eines knappen Jahrzehnts in die »am wenigsten regulierte innerhalb der OECD« (so Notenbankchef Donald Brash). Segensreiche Folge: Bahn, Post, Telecom und Häfen senkten ihre Gebühren um bis zu 50 Prozent und arbeiten heute mit hohem Gewinn.“
Douglas Änderungen in der Finanzpolitik waren so radikal und untypisch für Labour, dass Journalisten des Magazin New Zealand Listener die Bezeichnung Rogernomics, als eine Zusammensetzung aus Roger und Economics und in Anlehnung an Reaganomics für Ronald Reagans Wirtschaftspolitik, einführten. Eine Bezeichnung, die sich durchsetzte und mit der Douglas Finanz- und Wirtschaftspolitik unmissverständlich mit seiner Person für immer verbunden wurde und auch noch heute als Terminus Verwendung findet.
Douglas wurde für seine Politik in der Öffentlichkeit und innerhalb seiner Partei heftig kritisiert. Vor allem der Gewerkschaftsflügel seiner Partei machte gegen ihn mobil. Ende 1988 kam es zwischen ihm und dem Premierminister David Lange deshalb zum Bruch, welcher umgehend zu seiner Entlassung durch Lange führte.
Später sprach sich aber ein einberufener Labour-Parteitag für eine Rückkehr von Douglas ins Kabinett aus. Lange, an diesen Beschluss gebunden, stand im Konflikt mit seiner Partei und trat als Premierminister 1988 zurück. Sein Nachfolger, Geoffrey Palmer, holte Douglas zurück ins Kabinett. Douglas wurde Minister of Police (Polizei) und Minister of Immigration (Einwanderung). Doch zu den Parlamentswahlen im Juli 1990, bei denen Labour die Regierungsmehrheit verlor, trat Douglas schon nicht mehr an. Irgendwann zwischen 1990 und 1993 verließ er Labour.

### Berufliches Engagement nach Labour
Nach dem Verlust seines Parlamentsmandates zog es Douglas in die Wirtschaft, gründete sein eigenes Unternehmen, die Roger Douglas Associates, ein internationales Consulting-Unternehmen, welches sich auf Beratung in wirtschaftlichen Restrukturierungsmaßnahmen spezialisierte, wurde 1990 Direktor der Brierley Investments Ltd und zog als Vorstandsvorsitzender 1998 in den Vorstand der Firma ein. Er blieb dort bis 1999. 1997 übernahm er zusätzlich den Posten des Direktors der John Fairfax Holdings Ltd für zwei Jahre. Douglas arbeitete für und zusammen mit der Weltbank in Washington, D.C. und für Klienten in vielen Ländern der Erde.

### Politisches Engagement nach Labour
Im Jahr 1993 gründete Douglas zusammen mit Derek Quigley, einem früheren Minister der National Party, die Association of Consumers and Taxpayers, aus der 1995 dann die Partei ACT New Zealand entstand. Die Idee zur Gründung der Association entstand bei Douglas Mitte 1991 nach einem Treffen mit Aktivisten des Backbone Clubs, einer Gruppe innerhalb der Labour Party. Gestalt nahm die Formierung der Association aber erst 1992 an, nachdem Douglas nach Kanada reiste und Kontakt zu der Canadian Taxpayers Federation hatte. So formte er die Association of Consumers and Taxpayers in Anlehnung an die kanadische Organisation.
Douglas übernahm den Parteivorsitz in der ACT New Zealand nach deren Gründung, gab aber das Amt im März 1996 an Richard Prebbie ab, einem alten Weggefährten aus Labourtagen. Im selben Jahr erreichte ACT New Zealand bei den Parlamentswahlen acht Sitze. Doch Douglas war mit der Entwicklung der Partei nicht zufrieden. Er kritisierte das seiner Ansicht nach zu populistische Auftreten einiger Parlamentsmitglieder. Im Dezember 2004 zog er sich von der Partei zurück.
Zu den Parlamentswahlen im Jahr 2008 wandte sich Douglas der Partei wieder zu und ließ sich als Kandidat aufstellen. Er gewann einen der fünf Parlamentssitze der ACT New Zealand über die Liste. Für die Wahl im November 2011 ließ er sich nicht mehr aufstellen. Am 29. September 2011 hielt Roger Douglas, nun 73-jährig, seine Abschiedsrede im Parlament.

## Auszeichnungen
- 1990 – Knight Bachelor[15]
- 1996 – Schweizer Max Schmidheiny Freiheitspreis[16]
- 1997 – Ludwig-Erhard-Preis für Wirtschaftspublizistik[17]
- 2002 – Hayek-Medaille[18]

## Werke
- There’s Got to be a Better Way. Fourth Estate Books, Wellington 1981, ISBN 0-908593-13-9 (englisch).
- Towards Prosperity. David Bateman, Auckland 1987 (englisch).
- Unfinished Business. Random House New Zealand, Auckland 1993, ISBN 1-86941-199-4 (englisch).
- Completing the Circle. Seascape Press, Auckland 1996, ISBN 0-473-03987-7 (englisch).